# A90高速公路 (義大利)
A90高速公路（義大利語：Autostrada A90），又稱大環狀路（Grande Raccordo Anulare，簡稱GRA），羅馬市民習稱為環狀路（Il Raccordo），是義大利一條高速公路，環繞首都羅馬。全長68.2公里，六線行車。共設32個出口。
1948年動工，1951年起分階段通車，1970年完工。2011年6月30日全路完成拓寬工程。是歐洲E80公路的一部分。羅馬奧運期間亦曾用作馬拉松項目比賽場地。
2013年一部有關本路的紀錄片《羅馬環城高速》獲得第七十屆威尼斯電影節金獅獎。